# Винтерберг
Винтерберг (њем. Winterberg) град је у њемачкој савезној држави Северна Рајна-Вестфалија. Једно је од 12 општинских средишта округа Хохзауерланд. Према процјени из 2010. у граду је живјело 13.941 становника. Посједује регионалну шифру (AGS) 5958048, NUTS (DEA57) и LOCODE (DE WIG) код.

## Географски и демографски подаци
Винтерберг се налази у савезној држави Северна Рајна-Вестфалија у округу Хохзауерланд. Град се налази на надморској висини од 668 метара. Површина општине износи 147,9 km². У самом граду је, према процјени из 2010. године, живјело 13.941 становника. Просјечна густина становништва износи 94 становника/km².

## Међународна сарадња
| Мјесто   | Држава    | Врста сарадње | Од    |
| -------- | --------- | ------------- | ----- |
| Холтен   | Холандија | партнерство   | 1989. |
|          | Француска | партнерство   | 1966. |
| Рисансар | Белгија   | партнерство   | 1974. |
| Извор    |           |               |       |